# راه‌آهن رت

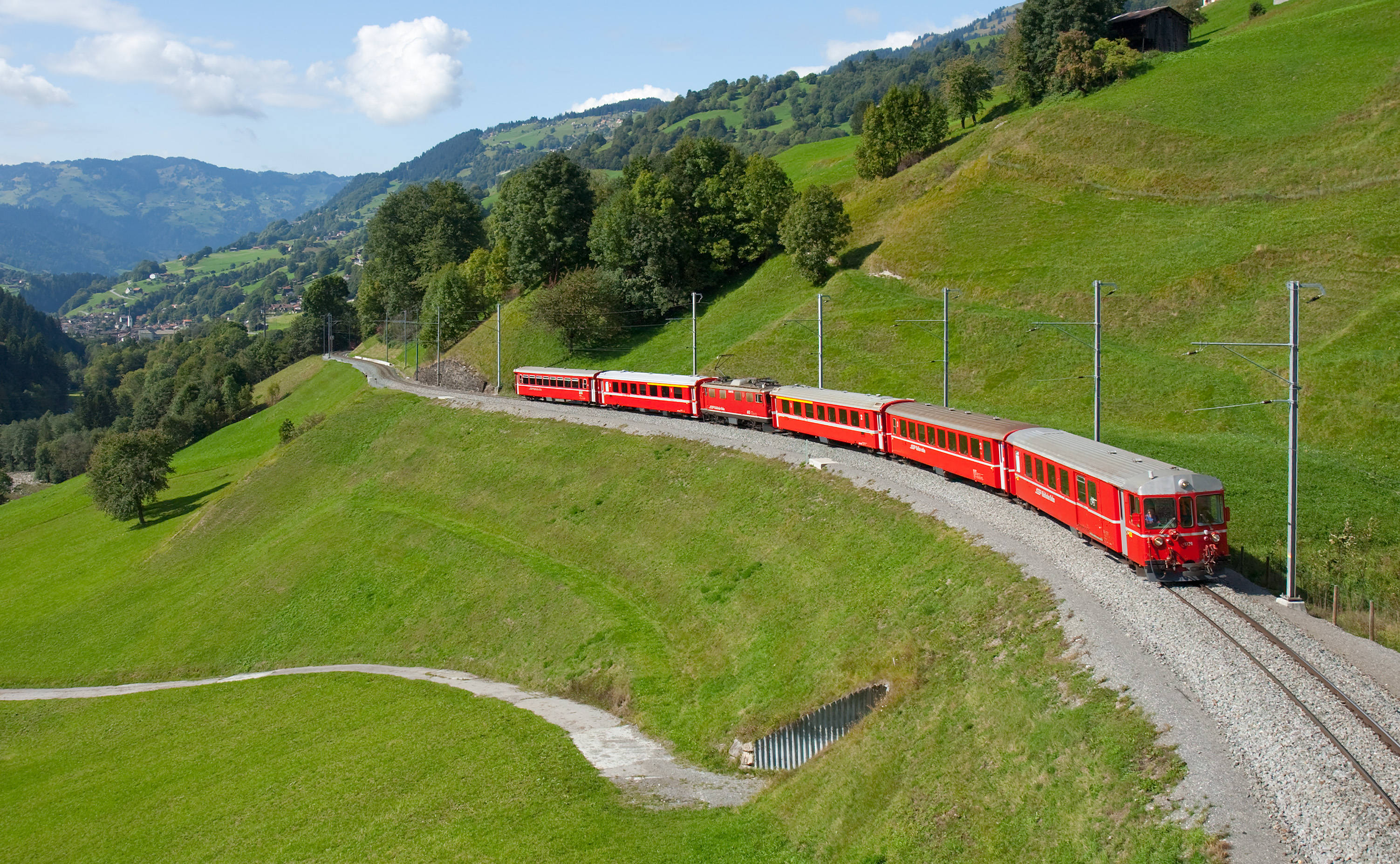
راه‌آهن رت از مسیر دره‌ها، مناظر سرسبز و مناطق کوهستانی میان ایتالیا و سوئیس می‌گذرد.

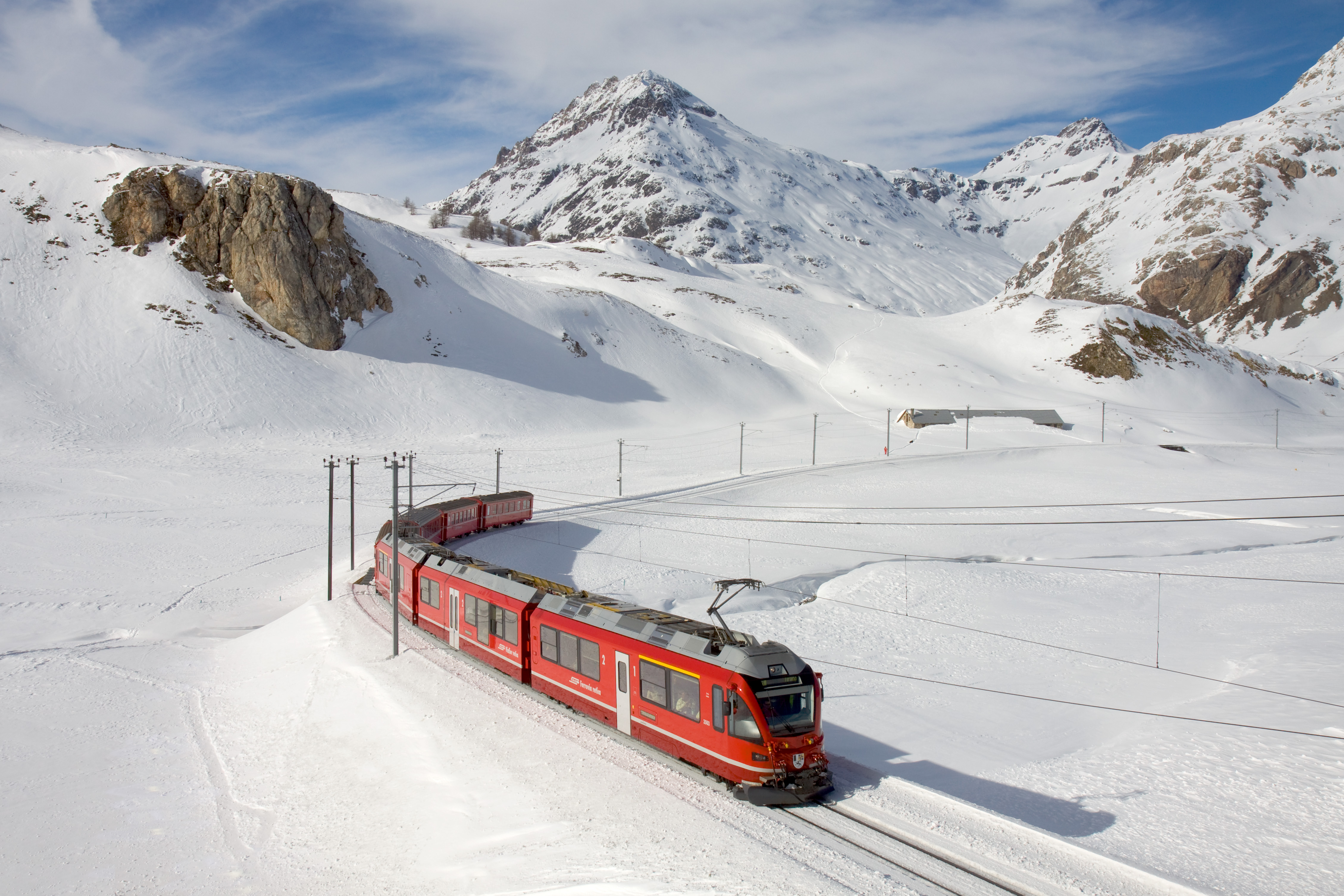
قطار برقی‌شده راه‌آهن رت.

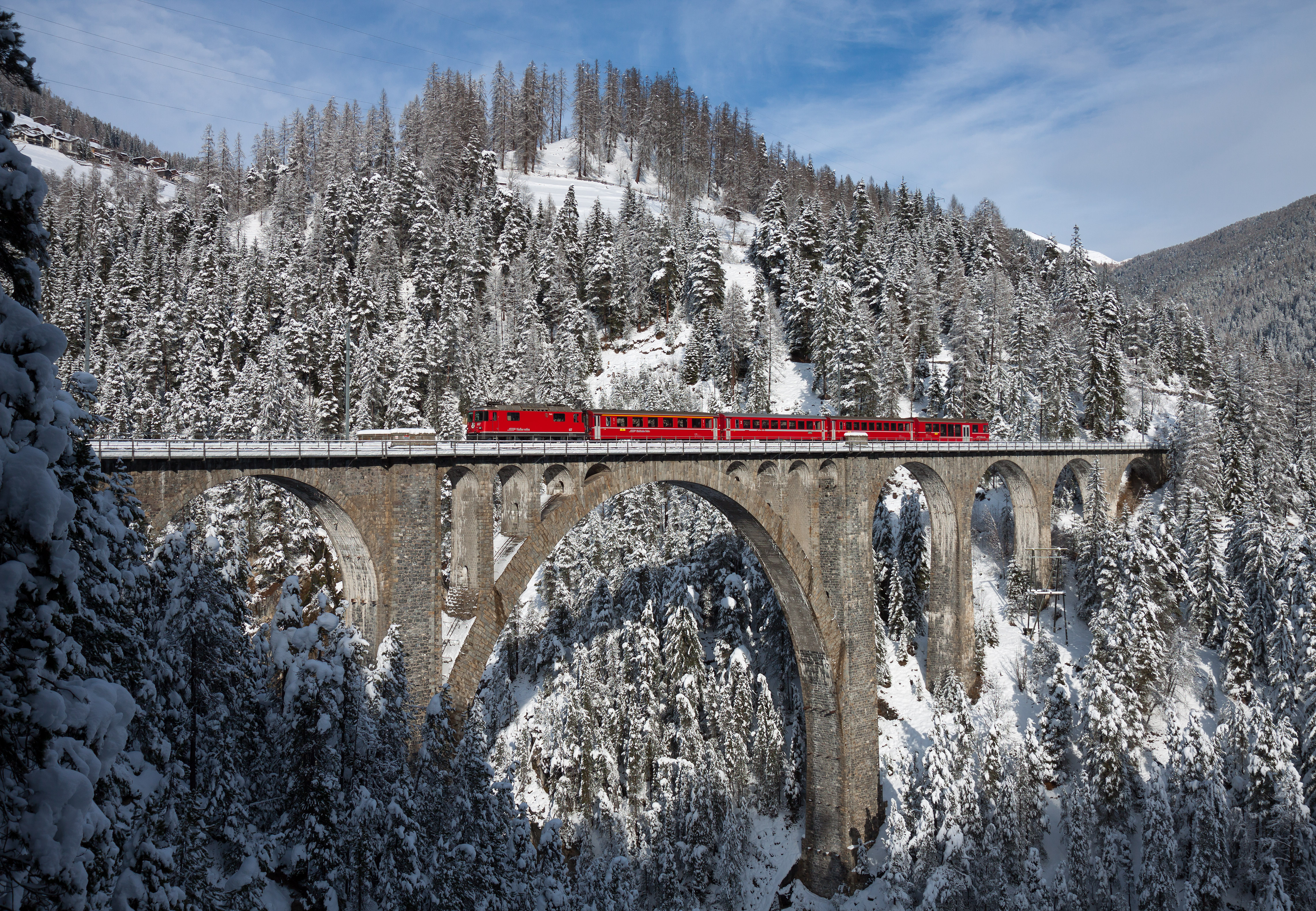
نمایی از قطار راه‌آهن رت در حال عبور از پل ویزن.

راه‌آهن رت (به آلمانی: Rhätische Bahn) یک شرکت ترابری سوئیسی است که دارای بزرگ‌ترین شبکهٔ اپراتورهای راه‌آهن خصوصی در کشور سوئیس است. راه‌آهن رت تقریباً به طور کامل در داخل کانتون گراوبوندن واقع شده‌است.
راه‌آهن رت از طریق خط راه‌آهن برنینا، شهر شور سوئیس را به شهر تیرانو در ایتالیا وصل می‌کند. راه‌آهن رت همچنین شهرهای داووس و سنت موریتز را به هم متصل می‌کند.